# Karasburg
Karasburg (bis 1939 Kalkfontein) ist eine Gemeinde und Kreisstadt des Wahlkreises Karasburg-Ost in der Region ǁKharasKlicklaut im Süden Namibias, unweit der Grenze zu Südafrika. Karasburg hat etwa 6600 Einwohner (Stand 2023). und eine Fläche von 39,9 km².
Nördlich von Karasburg liegen die Karasberge. Das Gebiet ist traditionell für die Karakulschafzucht bekannt.

## Geschichte

Bahnhof in Karasburg (1914/15)

Karasburg wurde als Siedlung von den Bondelswart gegründet, 1898 wurde das Gebiet von den Briten und 1909 von den Deutschen gekauft, letztere errichteten hier auch eine Bahnstation der Lüderitz-Eisenbahn (mit Anschluss nach Upington). Während des Ersten Weltkriegs überschritt hier die von Südafrika vorangetriebene Bahnstrecke die Grenze des damaligen Deutsch-Südwestafrika. Seitdem ist Karasburg Eisenbahngrenzübergang. Erst 1929 wurde Karasburg zu einem Dorf; am 15. Oktober 1947 eine Gemeinde.

## Infrastruktur
Karasburg verfügt über verschiedene schulische und klinische Einrichtungen, eine 24 Stunden am Tag geöffnete Tankstelle, eine Autowerkstatt, ein Hotel, verschiedene Schnellrestaurants, eine Bankfiliale und den Flugplatz Karasburg. Karasburg ist aktuelle Endstation der Bahnstrecke Windhoek–Nakop.
Der Ort verfügt über ein Fußballstadion, die Heimat des namibischen Erstligisten Young Brazilians.

## Kommunalpolitik
Bei den Kommunalwahlen 2020 wurde folgendes amtliche Endergebnis ermittelt.
| Partei                   | Stimmen | Stimmenanteil | Sitze |
| ------------------------ | ------- | ------------- | ----- |
| LPM                      | 592     | 50,30 %       | 4 NEU |
| SWAPO                    | 294     | 24,98 %       | 2 ▼   |
| IPC                      | 241     | 20,48 %       | 1 NEU |
| PDM                      | 050     | 04,25 %       | 0 ▼   |
| Insgesamt                | 1177    | 100 %         | 7     |
| Wahlbeteiligung: 35,66 % |         |               |       |

### Finanzen
Im Berichtsraum 2009/2010 hat die Gemeinde Karasburg Einnahmen von 9.726.249 Namibia-Dollar verbucht, denen Ausgaben in Höhe von N$ 9.881.831 gegenüberstehen. Hieraus ergibt sich ein Defizit von N$ 155.582. Seitdem hat Karasburg entgegen geltender Gesetze keine Jahresabschlüsse mehr präsentiert.

## Bildungseinrichtungen
- Gabis Primary School
- Ernst Jager Junior Secondary School
- Lordsville Junior Secondary School
- Karasburg Combined School

## Söhne und Töchter der Gemeinde
- Ida Hoffmann (* 1947), Politikerin
- Theuns Kotzé (* 1987), Rugbyspieler
- Geoffrey Roman (* 1982), Fußballspieler
- Sanet Steenkamp (* 1972), Lehrerin und Ministerin
- John Walters (* 1956), Generalstaatsanwalt und Ombudsmann